# RKK Energiya
La Corporación Espacial y Cohetes Energia S.P. Korolev o RSC Energia (en ruso: Ракетно-космическая корпорация Энергия им. С.П.Королева, abreviado como РКК «Энергия» y traducido al español como RKK «Energiya»), es una fábrica rusa de naves espaciales y componentes de estaciones espaciales.

## Historia
Fue fundada el 16 de mayo de 1946 y ha sido conocida sucesivamente como:
- «Oficina OKB Especial Número 1 del Instituto de Investigación y Desarrollo Número 88» (en ruso: ОКБ-1 НИИ-88 u «OKB-1 de NII-88»)
- «TsKBEM» (siglas en ruso de «Oficina Central de Diseño de Construcción de Máquinas Experimentales»)
- «NPO Energia»
- «S.P. Korolev RSC Energia» (o, simplemente, para abreviar, como se la conoce hoy en día, «RSC Energia», sigla con vocación internacional que, en inglés, significa «Rocket and Space Corporation Energia»).

En esta última designación el término «Korolev» homenajea al primer jefe ejecutivo que tuvo la RKK Energiya, Serguéi Koroliov (1946-1966). Los sucesores de Koroliov (o Korolev) fueron los ingenieros jefes Vasiliy Mishin (1966–1974), Valentín Glushkó (1974–1989), Yuriy Semenov (1989–2005), Nikolay Sevastyanov (2005–2007) y, en la actualidad, Vitaliy Lopota, que además de presidir el grupo es también jefe de diseños.